# Rohinkhed
Rohinkhed (plaatselijke naam: रोहिणखेड) is een plaats in het district Buldhana in de Indiase staat Maharashtra. Het is een belangrijke archeologische vindplaats.
Deze plaats is van groot historisch belang omdat er twee veldslagen hebben plaatsgevonden. De eerste in 1437 en de tweede in 1590. Er staat een fort en een moskee. De moskee werd gebouwd door Khudawand Khan in 1582. De moskee wordt door de Archaeological Survey of India aangeduid als een cultureel monument van nationaal belang.